# Avraham Ahituv

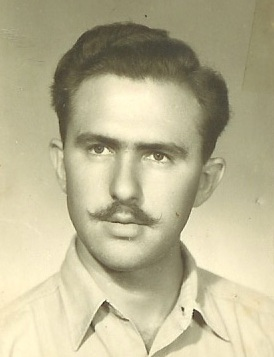
Avraham Ahituv

Avraham Ahituv (hebräisch אברהם אחיטוב; geboren am 10. Oktober 1930 in Deutschland als Abraham Gottfried; gestorben am 15. Juli 2009 in Ramat Gan) war von 1974 bis 1981 der fünfte Direktor des israelischen Geheimdienstes Schin Bet.

## Leben
Avraham Ahituv wurde 1930 als Abraham Gottfried in einer religiös-jüdischen Familie in Deutschland geboren. 1935 wanderte er mit seinen Eltern und seinen zwei jüngeren Geschwistern nach Palästina ein. Nach einer kurzen Ausbildung in der Jeschiwa Bne Akiwa in Kfar Haroeh, einem religiösen, nach Rabbiner Kook benannten Moschaw, schloss er sich mit 16 Jahren der Hagana an und hebraisierte in dieser Zeit seinen Familiennamen zu Ahituv. 1949 wurde er Mitarbeiter der Spionageabteilung SHAI, die im Laufe des Unabhängigkeitskrieges gegründet worden war und später in den Geheimdienst Schin Bet überging. In den 1950er-Jahren leitete er die arabische Abteilung des Geheimdienstes. Er holte in dieser Zeit das Abitur nach und absolvierte ein Jurastudium mit Auszeichnung. 1961 wechselte er zum Auslandsgeheimdienst Mossad. 1974 wurde er von Jitzchak Rabin zum Direktor von Schin Bet ernannt und von Menachem Begin in diesem Amt bestätigt.
Nach seinem Ausscheiden aus dem Geheimdienst leitete er die Logistikabteilung der Bank Hapoalim und war Direktor der IMI. Er starb 2009 im Krankenhaus Tel Haschomer in Ramat Gan.
In ihrem Buch unter dem (übersetzten) Titel Spione – Spionageaffären in Israel berichten Eitan Haber und Yossi Melman, dass Ahituv im Jahre 1955 die Identität des ägyptischen Spions Rifaat El Gamal (1927–1982) enthüllte, der als Doppelagent unter dem Namen Jack Beton in Israel lebte und unter dem Decknamen Jated („Keil“) geheimdienstliche Informationen an Ägypten weitergab.